# Villeneuve-Frouville
Villeneuve-Frouville és un municipi francès, situat al departament del Loir i Cher i a la regió de Centre – Vall del Loira. L'any 2007 tenia 72 habitants.

## Demografia

### Població
El 2007 la població de fet de Villeneuve-Frouville era de 72 persones. Hi havia 28 famílies, de les quals 8 eren unipersonals (8 dones vivint soles i 8 dones vivint soles), 8 parelles sense fills i 12 parelles amb fills.
La població ha evolucionat segons el següent gràfic:
Habitants censats

### Habitatges
El 2007 hi havia 37 habitatges, 31 eren l'habitatge principal de la família, 2 eren segones residències i 3 estaven desocupats. Tots els 37 habitatges eren cases. Dels 31 habitatges principals, 30 estaven ocupats pels seus propietaris i 1 estava llogat i ocupat pels llogaters; 7 tenien tres cambres, 6 en tenien quatre i 18 en tenien cinc o més. 29 habitatges disposaven pel capbaix d'una plaça de pàrquing. A 13 habitatges hi havia un automòbil i a 14 n'hi havia dos o més.

### Piràmide de població
La piràmide de població per edats i sexe el 2009 era:
| Homes | Edats   | Dones |
| ----- | ------- | ----- |
| 0     | 95 o +  | 0     |
| 0     | 90 a 94 | 0     |
| 0     | 85 a 89 | 0     |
| 0     | 80 a 84 | 0     |
| 0     | 75 a 79 | 4     |
| 4     | 70 a 74 | 0     |
| 4     | 65 a 69 | 0     |
| 4     | 60 a 64 | 4     |
| 0     | 55 a 59 | 4     |
| 4     | 50 a 54 | 0     |
| 0     | 45 a 49 | 4     |
| 0     | 40 a 44 | 0     |
| 8     | 35 a 39 | 0     |
| 0     | 30 a 34 | 4     |
| 0     | 25 a 29 | 4     |
| 4     | 20 a 24 | 0     |
| 0     | 15 a 19 | 0     |
| 0     | 10 a 14 | 4     |
| 0     | 5 a 9   | 0     |
| 4     | 0 a 4   | 0     |

## Economia
El 2007 la població en edat de treballar era de 38 persones, 33 eren actives i 5 eren inactives. De les 33 persones actives 32 estaven ocupades (17 homes i 15 dones) i 1 aturada (1 dona i 1 dona). De les 5 persones inactives 2 estaven jubilades, 1 estava estudiant i 2 estaven classificades com a «altres inactius».
Activitats econòmiques
Dels 3 establiments que hi havia el 2007, 1 era d'una empresa de construcció, 1 d'una empresa de comerç i reparació d'automòbils i 1 d'una empresa de serveis.
L'únic servei als particulars que hi havia el 2009 era un paleta.
L'any 2000 a Villeneuve-Frouville hi havia 4 explotacions agrícoles que ocupaven un total de 524 hectàrees.

## Poblacions més properes
El següent diagrama mostra les poblacions més properes.